# Özgürcan Özcan
Özgürcan Özcan (* 10. April 1988 in Antalya) ist ein türkischer Fußballspieler.

## Karriere

### Verein
Özcan begann seine Vereinsfußballkarriere bei Manavgat Belediyespor und wurde 2002 von den Talentjägern Galatasaray Istanbuls entdeckt und sofort in die Jugend des Traditionsvereins geholt. Ein Jahr später erhielt er hier einen Profivertrag, spielte aber weitere zwei Spielzeiten ausschließlich für die Reservemannschaft. Der 1,84 m große Mittelstürmer trägt die Trikotnummer 27. 2005 kam Özcan vom Galatasaray-PAF-Team zur A-Mannschaft. Er gewann 2005 den Welt-Fair-Play-Preis der FIFA.
Im Januar 2007 verlieh Galatasaray Istanbul ihn zu Kayserispor. Im Sommer kehrte er wieder zurück. Galatasaray verlieh Özgürcan in der Saison 2007/08 zu Gaziantepspor. In der Saison 2008/09 wurde Özcan erneut verliehen, diesmal an den Zweitligisten Sakaryaspor.
Im Januar 2013 wurde der Vertrag bei Denizlispor aufgelöst. Im gleichen Monat wurde bekanntgegeben, dass Özcan einen Vertrag beim Erstligisten Akhisar Belediyespor unterschrieben hat. Für die Rückrunde der Saison 2013/14 wurde Özcan an den Zweitligisten Tavşanlı Linyitspor ausgeliehen.
Zur Saison 2014/15 wechselte Özcan ablösefrei zum Zweitligisten Adana Demirspor. In der Wintertransferperiode 2015/16 wechselte er zum Ligarivalen Boluspor und anschließend zur nächsten Saison zu Giresunspor.
Im Sommer 2017 wurde er vom Zweitligisten Gazişehir Gaziantep FK verpflichtet. Bereits nach einer Saison verließ er diesen Klub und heuerte bei seinem ehemaligen Verein Boluspor an.

### Nationalmannschaft
Özcan durchlief von der türkischen U-15- bis zur U-21-Jugendnationalmannschaft alle Altersstufen der Türkei. 2005 nahm der mit der türkischen U-17 an der U-17-Fußball-Europameisterschaft 2005 teil und wurde zum Ende Turniersieger. Im gleichen Jahr nahm man an der U-17-Fußball-Weltmeisterschaft 2005 und belegte mit seiner Mannschaft den vierten Platz. Zum Kader gehörten Spieler wie Nuri Şahin und Deniz Yılmaz.

## Erfolge
- Mit Galatasaray Istanbul
  - Türkischer Meister: 2005/06
  - Türkischer Pokalsieger: 2004/05

- Mit Türkische U-17-Nationalmannschaft:
  - Gewinn der U-17-Europameisterschaft: 2005
  - Erreichen des Halbfinales der U-17-Weltmeisterschaft: 2005